# Koç Rams 2023
Questa voce raccoglie le informazioni riguardanti gli Istanbul/Koç Rams nelle competizioni ufficiali della stagione 2023.

## 1. Lig 2023

### Stagione regolare
| Istanbul 24 giugno 2023, ore 16:00 1ª giornata | ITÜ Hornets | 13 – 14 | Koç Rams | Yıldız Teknik Üniversitesi |

| Istanbul 9 luglio 2023, ore 20:00 2ª giornata | Koç Rams | 34 – 14 | ODTÜ Falcons | Koç Üniversitesi Rumelifeneri Kampüsü |

| Smirne 15 luglio 2023, ore 20:30 3ª giornata | İzmir Halcyons | 21 – 7 | Koç Rams | Balçova Belediyesi Spor Kompleksi |

| Istanbul 22 luglio 2023, ore 20:00 4ª giornata | Koç Rams | 39 – 7 | Anadolu Rangers | Koç Üniversitesi Korumalı Futbol Sahası |

| Istanbul 12 agosto 2023, ore 19:00 5ª giornata | Koç Rams | 22 – 13 | Istanbul Bisons | Koç Üniversitesi Korumalı Futbol Sahası |

| Istanbul 20 agosto 2023, ore 19:00 6ª giornata | Koç Rams | 13 – 12 | Boğaziçi Sultans | Koç Üniversitesi Korumalı Futbol Sahası |

| Ankara 26 agosto 2023, ore 16:30 7ª giornata | Gazi Warriors | 14 – 17 | Koç Rams | Hacettepe Üiversitesi Beypepe Stadyumu |

### Playoff
| Istanbul 9 settembre 2023, ore 20:00 Semifinale | Koç Rams | 21 – 7 | ODTÜ Falcons | Koç Üniversitesi Korumalı Futbol Sahası |

| Istanbul 24 settembre 2023, ore 16:00 Finale | Koç Rams | 17 – 14 | Istanbul Bisons | Stadio olimpico Atatürk |

## Statistiche di squadra
| Competizione      | %Vittorie | In casa | In casa | In casa | In casa | In casa | In casa | In trasferta | In trasferta | In trasferta | In trasferta | In trasferta | In trasferta | Totale | Totale | Totale | Totale | Totale | Totale |
| Competizione      | %Vittorie | G       | V       | N       | P       | Pf      | Ps      | G            | V            | N            | P            | Pf           | Ps           | G      | V      | N      | P      | Pf     | Ps     |
| ----------------- | --------- | ------- | ------- | ------- | ------- | ------- | ------- | ------------ | ------------ | ------------ | ------------ | ------------ | ------------ | ------ | ------ | ------ | ------ | ------ | ------ |
| Stagione regolare | .857      | 4       | 4       | 0       | 0       | 108     | 46      | 3            | 2            | 0            | 1            | 38           | 48           | 7      | 6      | 0      | 1      | 146    | 94     |
| Playoff           | 1.000     | 2       | 2       | 0       | 0       | 38      | 21      | 0            | 0            | 0            | 0            | 0            | 0            | 2      | 2      | 0      | 0      | 38     | 21     |
| Totale            | .889      | 6       | 6       | 0       | 0       | 146     | 67      | 3            | 2            | 0            | 1            | 38           | 48           | 9      | 8      | 0      | 1      | 184    | 115    |